# A Estrada (1956)
A Estrada é um filme brasileiro de 1956 escrito e dirigido por Oswaldo Sampaio.

## Elenco
- Adoniran Barbosa
- Ester Góes
- Agnes Fontoura
- William Fourneaut
- Eugenio Kusnet
- Milton Moraes
- Carlos Tovar
- Pagano Sobrinho
- Luiz Calderaro
- Ricardo Campos
- Miro Cerni
- Salvador Daki
- Luiz Francunha
- Alexandre Garcez
- Paulo Geraldo
- João Batista Giotti
- Henricão
- Antônio Herculano
- José Herculano
- David Novach
- José Policena
- Vera Sampaio
- Ritinha Seabra
- Erminio Spalla